# الاشتباكات الأفغانية الإيرانية 2023
في 27 مايو 2023، اشتبكت قوات طالبان وحرس الحدود الإيراني على طول الحدود الأفغانية الإيرانية بين ولاية نيمروز الأفغانية ومقاطعة سيستان وبلوشستان الإيرانية.
ويأتي هذا الحادث في سياق توترات بين أفغانستان وإيران حول توزيع مياه نهر هلمند، وتتهم الأخيرة كابل بانتهاك اتفاقية أبرمت عام 1973 من خلال تقليص تدفق المياه من النهر إلى المناطق الشرقية التي تعاني الجفاف في إيران، وهو ما نفته أفغانستان.

## الاشتباكات
اختلف البيان الرسمي الصادر عن الجانبين حول كيفية وقوع الاشتباكات بشكل كبير، حيث ألقى كل طرف باللوم على الآخر:
- صرّح المتحدث باسم وزارة الدفاع الأفغانية، عناية الله خوارزمي، قائلاً: "مع الأسف، حدث اليوم مرة أخرى إطلاق نار من قبل جنود إيرانيين في منطقة كونغ بولاية نيمروز، [و] قد اندلع صراع ... "[3]
- صرّح قاسم رضائي، نائب رئيس قوة إنفاذ القانون الإيرانية، قائلاً: "بدون مراعاة القوانين الدولية وحسن الجوار، بدأت قوات طالبان إطلاق النار على نقطة تفتيش ساسولي ... مما أدى إلى رد حاسم".[3]

وبحسب وكالة تسنيم الدولية للأنباء الإيرانية، فقد بدأت الاشتباكات عندما حاولت مجموعة من مهربي المخدرات المسلحين العبور إلى إيران، وأطلقت القوات الإيرانية النار عليهم. افترضت قوات طالبان المحلية، غير مدركة لما يجري، أن القوات الإيرانية تهاجمهم، وتبع ذلك اشتباك. ثم حاولت قوات طالبان مهاجمة القرى الحدودية: ساسولي وده حاتم ومكاكي، لكن تم صدها.
استخدمت قوات حرس الحدود الإيرانية المدفعية أثناء الاشتباكات لكنها أنكرت المزاعم المتعلقة باستخدام الصواريخ.

## ما بعد الاشتباكات
أعادت إيران فتح الحدود مع أفغانستان عند جسر أبريشم في 28 مايو، والذي كان مغلقًا في السابق بسبب الاشتباكات.
وأقامت السفارة الإيرانية في كابول ومسؤولو طالبان اتصالات بعد ذلك للنظر في الحادث. كما عقد الجنرال الإيراني كيومرث حيدري ونائب رئيس هيئة إنفاذ القانون الإيرانية قاسم رضائي اجتماعاً مشتركاً مع مسؤولي طالبان في مدينة زابل لمناقشة كيفية تجنب وقوع مثل هذه الحوادث في المستقبل.